# Eric Geboers
Eric Geboers (5. srpen 1962 – 6. květen 2018) byl belgický motokrosový závodník. Byl nejmladší z pěti bratrů a měl přezdívku The Kid. Trénoval ho bratr Sylvain Geboers, vítěz Motokrosu národů 1969 a 1973.
Zúčastnil se deseti ročníků mistrovství světa v motokrosu, vyhrál 39 velkých cen a pětkrát se stal mistrem světa. V letech 1982 a 1983 vyhrál v kubatuře do 125 cm³, v roce 1987 do 250 cm³ a v letech 1988 a 1990 královskou kubaturu do 500 cm³.
Třikrát vyhrál závod Enduropal na pláži Le Touquet-Paris-Plage. Soutěžil také v automobilovém seriálu FIA GT.
V roce 1988 byl belgickým sportovcem roku.
Po ukončení kariéry byl manažerem továrního týmu Suzuki.
Zahynul ve věku 55 let, kdy se utopil na jezeře Miramar u města Mol, když se snažil vytáhnout z vody psa.